# 葛野尋之
葛野 尋之（くずの ひろゆき、1961年 - ）は日本の法学者。専門は、刑事法・少年法。学位は、博士（法学）（立命館大学・2003年）。元一橋大学大学院法学研究科長・教授。現青山学院大学法学部教授。全国犯罪・非行協議会菊田クリミノロジー賞受賞。

## 人物・経歴
福井県鯖江市生まれ。福井県立藤島高等学校を経て、1985年一橋大学法学部卒業。1990年一橋大学大学院法学研究科博士課程単位取得満期退学。
日本学術振興会特別研究員、静岡大学人文学部助教授を経て、1999年立命館大学法学部助教授。2000年同教授。ロンドン大学ロンドン・スクール・オブ・エコノミクス客員研究員を経て、2009年から一橋大学大学院法学研究科教授。2016年法学研究科長兼グローバル・ロー研究センター長。この間、日本刑法学会理事、法と心理学会理事等も務める。
専門は、刑事法・少年法。2003年、『少年司法の再構築』で、立命館大学より論文博士として博士（法学）の学位を取得。2005年、全国犯罪・非行協議会菊田クリミノロジー賞を受賞。
京都アニメーション放火殺人事件の容疑者逮捕に際し、毎日新聞に見解を出し、「重症で歩けない状態の容疑者に、逃亡と証拠隠滅の現実的な可能性があるのか疑問だ。むしろ、逮捕に伴う不利益があまりに大きい。治療の中断で病状が悪化する恐れがあり、新型コロナウイルス感染のリスクも高い。もし本人保護が目的であれば、警備を徹底すれば済む。取り調べのためなら法に反しており、重症状態の容疑者を逮捕・勾留して供述を得ても、任意性が問われることになる。供述を求めるのであれば、回復状況を見極め、入院先で任意性を担保した上で話を聴くべきだった」と主張した。
2023年12月2日、愛知県弁護士会が開いた「死刑廃止を考える日2023」で講演。
2024年8月2日、大阪地裁（大森直哉裁判長）で行われた元死刑囚の弁護人が再審請求中の死刑執行で弁護権を侵害されたとして国に損害賠償を求めている訴訟において、「再審請求中に死刑が執行されれば、弁護人は死刑囚との協議の場を失い、活動に大きな困難が生じる」とした上で、「再審請求を繰り返せば死刑を免れられる」との質問に対し、「同じ理由での請求でない限り、確実な誤判の是正のために受容されるべきだ」と、再審請求中の死刑執行は弁護権侵害との立場で証言した。

## 著書
- 『少年司法の再構築』日本評論社 2003年
- 『刑事手続と刑事拘禁』現代人文社 2007年
- 『少年司法における参加と修復』日本評論社 2009年
- 『判例学習・刑事訴訟法』（渕野貴生,中川孝博と共編著）法律文化社 2010年
- 『未決拘禁法と人権』現代人文社 2012年
- 『リーディングス刑事訴訟法』（川崎英明と共編著）法律文化社 2016年
- 『刑事司法改革と刑事弁護』現代人文社 2016年